# Slayers
Slayers  (jap. スレイヤーズ Sureiyāzu) este o serie de peste 52 de romane ușoare, scrise de Hajime Kanzaka și ilustrate de Rui Araizumi; ulterior, acestea au condus spre dezvoltarea mai multor titluri manga, cinci serii anime, trei OVA-uri și cinci filme.
Slayers urmărește aventurile vrăjitoarei Lina Inverse și a însoțitorilor ei prin călătoria lumii lor. Ei utilizează magie puternică și săbii luptându-se cu vrăjitori, demoni care încearcă să distrugă și să domine lumea cu întuneric, dar ocazional sunt și găști de bandiți. Seria este considerată una dintre cele mai populare anime-uri din anii '90.

## Concept și personaje
În cadrul universului din Slayers, ființa supremă este Lordul Coșmarurilor, creator al cel puțin patru lumi paralele. Un artefact numit Biblia Claire conține informații conform cărora Lordul are ca menire redobândirea "formei sale reale", care poate fi obținută doar prin distrugerea lumilor și revenirea la însuși haosul. Din motive neînțelese, Lordul Coșmarurilor nu a acționat pe baza acestei dorințe, așteptând în schimb revenirea la haos. Fiecare din aceste tărâmuri prezintă diverși zei (shinzoku, lit. "rasă divină") și demoni (mazoku, lit. "rasă demonică"), a căror luptă este eternă. Deznodământul acestor lupte ar fi decisiv pentru soarta lumilor - victoria zeilor ar conduce la pace în rândul lumilor, iar cea a demonilor ar conduce la intoarcerea in Marea Haosului. 
Dragonul Ceiphied și Shabranigdo-Ochi de Rubin sunt zeul și demonul suprem al lumilor din Slayers. Cu mult timp în urmă, războiul lor se încheiase la egalitate atunci când Ceiphied a reușit să împartă trupul lui Shabranigdo în șapte bucăți pentru a preveni readucerea sa la viață, apoi să le sigileze în interiorul sufletelor umane. Pe măsură ce sufletele respective sunt reîncarnate, fragmentele individuale ar fi fost sterse până când Shabranigdo ar fi distrus complet. Cu toate acestea, Ceiphied a fost atât de extenuat din cauza acestei acțiuni, încât el însuși s-a scufundat in Marea Haosului, lăsând în urmă 4 bucăți din trupul său în lume. Cu un mileniu înainte de evenimentele din Slayers, unul din fragmentele demonului Shabranigdo (sigilat în interiorul lui Lei Magnus, un vrăjitor foarte puternic) a revenit la viață și a început Resurrection War (降魔戦争 Kōma-sensō?, alternately "War of Demon Conquering") împotriva unei părți din Ceiphied, Regele Dragonului de Apă, cunoscut și ca Aqualord Ragradia. În cele din urmă, bucata din Shabranigdo cștigase, însă Aqualord își folosește ultimele puteri pentru a-l sigila într-un bloc magic de gheață în interiorul Munților Kataart. Cu toate acestea, ajutoarele lui Shabranigdo sunt libere, sigilând o parte din lume in interiorul unei bariere magice, prin care doar Mazoku pot trece.
Se disting patru tipuri de magie în acest univers: Neagră, Albă, Șamanică și Sfântă. Magia Neagră, precum Dragon Slave, își primeste puterile direct de la Mazoku și poate cauza daune enorme. Magia albă prezintă origini obscure și este folosită pentru vindecare și protecție. Vrăjile șamanistice sunt orientate spre manipularea și alterarea elementelor de bază  (pământ, aer, foc, apă și spirit), fiind folosite în scop ofensiv și defensiv, precum Raywing, Fireball, or Elmekia Lance. Magia Sfântă folosește puterea Shinzoku, însă nu a putut fi manifestată decât după ce bariera ridicată de Mazoku a fost distrusă ca urmare a distrugerii lui Phibrizzo, Stăpânul Iadului. Un Mazoku poate fi rănit de magie șamanică, sfântă sau neagră care are ca sursă de putere un alt Mazoku, cu putere mult mai mare decât ținta sa. 
Mai presus decât orice alt element magic sunt 2 vrăji care preiau puterea Lordului Coșmarurilor; acestea sunt Ragna Blade, capabilă să reteze orice obstacol sau ființă și Giga Slave, care poate ucide orice oponent, dar care poate de asemenea distruge lumea dacă nu este rostită corect. Datorită faptului că își preiau puterea direct de la Lordul Coșmarurilor, alături de cele 4 tipuri de magie, ar putea fi înclusă o a 5-a, Magia Haosului.

## Media
Slayers a fost distribuit inițial în Dragon Magazine în 1989 sub forma unor serii scrise de Hajime Kanzaka, fiind ilustrate de Rui Araizumi. Ulterior, capitolele au fost publicate sub forma a 15 volume de romane ușoare, în perioada 25 ianuarie 1990 - 15 mai 2000. La data de 7 septembrie 2004, Tokyopop începe publicarea acestora în limba engleză, distribuirea fiind încheiată de lansarea volumului 8 pe 2 ianuarie 2008.
- Slayers Special (スレイヤーズ すぺしゃる?) este o serie de 30 romane publicate între 1991-2008, care constau în prezentarea Linei Inverse și a Nagăi înaintea evenimentelor din Slayers. Ulterior, 5 volume au fost lansate sub numele de Slayers Smash. (スレイヤーズ すまっしゅ。?) în perioada iulie 2008-noiembrie 2011.
- Slayers Delicious (スレイヤーズ でりしゃす?), 4 volume ce le prezintă pe Lina și Naga, lansate în perioada 1997-1999. Acestea au fost publicate inițial de Fujimi Fantasia in formatul de mini-bunko, fiind ulterior incluse în diferite romane. Un volum care îmbină elemente din Slayers și seriile Sorcerous Stabber Orphen a fost publicat în 2005 sub numele Slayers VS Orphen.
- Slayers Select (スレイヤーズ せれくと?) reprezintă o compilație a celor mai bune volume din Slayers Special. Cele 5 volume au fost pulicate in august 2008, septembrie 2008, iunie 2009, februarie 2010 și martie 2010.
- Slayers Anthology a fost lansată in ianuarie 2015, cu ocazia aniversării a 25 de ani de la publicarea romanelor Slayers, fiind o compilație de 6 povești, dintre care una este scrisă de Kanzaka și celelalte 5 sunt scrise de către fani. Este ilustrată cu imagini care nu au fost publicate până atunci de Araizumi și alți artiști.[10]

## Difuzarea în România
Serialul Slayers a fost început pe A+ Anime devenită Animax iar după pe Național TV, Acasă TV și Pro TV Internațional, și încadrate cu semnul de avertizare 12+ A+ Anime / Animax (Producție audiovizuală interzisă copiilor sub 12 ani) respectiv 12 de pe Național TV, Acasă TV și Pro TV Internațional (Acest program este interzis copiilor sub 12 ani / Genul programului: AVENTURĂ).

### Manga
In iulie 1998, Central Park Media anuntase licențierea distribuirii seriilor manga in America de Nord.

## Legături externe
- Site web oficial (FUNimation) (archived)
- Site web oficial (Enoki Films USA) (archived)
- Site web oficial (Fujimi Shobo) ja
- Site web oficial (TV Tokyo) ja
- Slayers (anime) la Enciclopedia Anime News Network
- The Slayers la TV.com